# Clorocalcita
La clorocalcita és un mineral de la classe dels halurs que pertany i dona nom al subgrup de la clorocalcita. Rep el seu nom de la seva composició química.

## Característiques
La clorocalcita és un halur de fórmula química KCaCl₃. Cristal·litza en el sistema ortoròmbic. Es troba en forma de cristalls pseudocúbics, amb modificacions pseudoctaèdriques i pseudododecaèdriques. La seva duresa a l'escala de Mohs es troba entre 2,5 i 3.
Segons la classificació de Nickel-Strunz, la clorocalcita pertany a «03.AA - Halurs simples, sense H₂O, amb proporció M:X = 1:1, 2:3, 3:5, etc.» juntament amb els següents minerals: marshita, miersita, nantokita, UM1999-11:I:CuS, tocornalita, iodargirita, bromargirita, clorargirita, carobbiïta, griceïta, halita, silvina, vil·liaumita, salmiac, UM1998-03-Cl:Tl, lafossaïta, calomelans, kuzminita, moschelita, neighborita, kolarita, radhakrishnaïta, challacolloïta i hephaistosita.

## Formació i jaciments
Va ser descoberta l'any 1872 al Vesuvi, a la Província de Nàpols (Campania, Itàlia), en fumaroles volcàniques actives, associada a altres minerals com: silvita, halita o hematites. També s en'ha trobat a la mina Desdemona, a Peine (Baixa Saxònia, Alemanya), en aquest cas associada a halita i a taquihidrita.